# Linden Ashby
Clarence Linden Garnett Ashby III (Atlantic Beach, Florida, SAD, 23. svibnja 1960.), poznatiji kao Linden Ashby je američki filmski i televizijski glumac te majstor borilačkih vještina.

## Biografija

### Počeci
Linden Ashby rođen je u floridskom Atlantic Beachu te je sin Eleanor i Garnetta Ashbyja. Njegov otac imao je farmaceutsku tvrtku. Nakon mature u The Bolles School (privatna škola u Jacksonvilleu), pohađao je Fort Lewis Collage u Coloradu ali je odustao na prvoj godini kako bi se posvetio glumačkoj karijeri. U njujorškom Neighborhood Playhouse je studirao glumu.

### Glumačka karijera
Jedna od prvih Ashbyjevih uloga bila je ona u kojoj je tumačio Lancea Reventlowa, jedinog sina Barbare Hutton koju je glumila Farrah Fawcett. Televizijski film Poor Little Rich Girl: The Barbara Hutton Story bila je nagrađena Zlatnim Globusom.
1995. godine Ashby je u filmskoj adaptaciji video-igre Mortal Kombat glumio Johhnyja Cagea. Film je ostvario veliki uspjeh ali Cage nije glumio u nastavku filma. Godinu dana ranije Linden Ashby je s Kevinom Costnerom glumio u filmu Wyatt Earp.
2007. glumio je u filmu Resident Evil: Extinction što je bio njegov prvi film namijenjen kinima još od snimanja filma Mortal Kombat. U tom razdoblju glumac je uglavnom nastupao u televizijskim filmovima i direktnim video izdanjima.
U jednom interviewu kojeg je dao 2008. Ashby je izjavio da bi volio ponovo glumiti Johnnyja Cagea u trećem nastavku filma Mortal Kombat.

### Privatni život
Linden Ashby je u braku s glumicom Susan Walters. Par se upoznao 1983. na snimanju TV serije Loving gdje je Susan bila u stalnoj postavi a Linden je imao gostujuću ulogu. Zajedno imaju dvije kćeri - Frances Grace (rođena 1991.) i Savannah Elizabeth (rođena 1992.).
Ashby je majstor borilačkih vještina te je od 21. godine počeo provoditi mnogo vremena učeći karate, kung fu i tae-kwon-do.

## Filmografija
| Filmovi    | Filmovi                                         | Filmovi                    | Filmovi                               |
| Godina     | Film                                            | Uloga                      | Bilješke                              |
| ---------- | ----------------------------------------------- | -------------------------- | ------------------------------------- |
| 1990       | Night Angel                                     | Craig                      |                                       |
| 1990       | Mr. and Mrs. Bridge                             |                            | Nepotpisana uloga                     |
| 1992       | Into the Sun                                    | Dragon                     |                                       |
| 1992       | Inside Out III                                  | Jerry Van Anthony          | Segment: Tango Direktno video izdanje |
| 1993       | Slaughter of the Innocents                      | Virginia De Leo            |                                       |
| 1994       | 8 Seconds                                       | Martin Hudson              |                                       |
| 1994       | Wyatt Earp                                      | Morgan Earp                |                                       |
| 1995       | Mortal Kombat                                   | Johnny Cage                |                                       |
| 1996       | Cadillac Ranch                                  | Beau                       |                                       |
| 1997       | Blast                                           | Jack Bryant                |                                       |
| 1998       | Shelter                                         | Jimmy Parker               |                                       |
| 1999       | Time of Her Time                                | Sergius O'Shaughnessy      |                                       |
| 1999       | Judgment Day                                    | Dr. David Corbett          | Direktno video izdanje                |
| 2000       | Dangerous Attraction                            | Neil / Dan Paterson        |                                       |
| 2000       | Tick Tock                                       | Travis Brewer              |                                       |
| 2001       | Facing the Enemy                                | Griff McCleary             |                                       |
| 2002       | Fits and Starts                                 |                            |                                       |
| 2002       | Whacked!                                        | Bolen                      |                                       |
| 2003       | The Company You Keep                            | Harry                      |                                       |
| 2003       | A Woman Hunted                                  | Det. Webster               |                                       |
| 2003       | Shrink Rap                                      | Brian                      |                                       |
| 2004       | Wild Things 2                                   | Det. Michael Morrison      | Direktno video izdanje                |
| 2005       | Wild Things: Diamonds in the Rough              | Det. Michael Morrison      | Direktno video izdanje                |
| 2005       | Sub Zero                                        | Soloman Davis              |                                       |
| 2007       | Plot 7                                          | Richard McCarthy           |                                       |
| 2007       | Resident Evil: Extinction                       | Chase                      |                                       |
| 2008       | Prom Night                                      | Ujak Jack Turner           |                                       |
| 2008       | Impact Point                                    | Det. Adams                 |                                       |
| 2009       | Against the Dark                                | Cross                      | Direktno video izdanje                |
| 2009       | National Lampoon's Van Wilder: Freshman Year    | Van Wilder (odrastao)      | Direktno video izdanje                |
| 2009       | Hunger                                          | Grant                      | Direktno video izdanje                |
| Televizija |                                                 |                            |                                       |
| Godina     | Serija                                          | Uloga                      | Bilješke                              |
| 1987       | 1st & Ten                                       |                            | Epizoda: Blood on Blood               |
| 1987       | Werewolf                                        | Žrtva br. 2 u VW-u         | Epizoda: Werewolf                     |
| 1987       | Poor Little Rich Girl: The Barbara Hutton Story | Lance Reventlow (odrastao) | NBC TV-film                           |
| 1989       | China Beach                                     | Phillip                    | Epizoda: The World (2)                |
| 1989       | Loving                                          | Curtis Alden #4            |                                       |
| 1989–1991  | Adam-12                                         | Policajac Honeycutt        | 9 epizoda                             |
| 1990       | Hardball                                        |                            | Epizoda: A Killer Date                |
| 1990       | MacGyver                                        | Brett Reynolds             | Epizoda: Twenty Questions             |
| 1991       | Equal Justice                                   | Charles                    | Epizoda: Sleeping with the Enemy      |
| 1991       | The Perfect Bride                               | Ted                        | TV-film                               |
| 1992       | Fifteenth Phase of the Moon                     | Jason                      | TV-film                               |
| 1993       | New Year                                        | Jimi Hartman               | TV-film                               |
| 1993–1998  | Melrose Place                                   | Dr. Brett 'Coop' Cooper    | 35 epizoda                            |
| 1994       | Green Dolphin Beat                              | Dave Henderson             | FOX TV-film                           |
| 1996       | Dark Angel                                      | Harry Foley                | FOX TV-film                           |
| 1997       | The Beneficiary                                 | Jimmy Price                | TV-film                               |
| 1997       | Spy Game                                        | Lorne Cash                 | 13 epizoda                            |
| 1998       | The Lake                                        | Dr. Jeff Chapman           | NBC TV-film                           |
| 1998       | Beauty                                          | Mark Kramer                | CBS TV-film                           |
| 1998       | The Love Boat: The Next Wave                    | Lt. Joe Spenser            | Epizoda: Bermuda Triangle             |
| 1998       | Murder She Purred: A Mrs. Murphy Mystery        | Dr. Blair Bainbridge       | ABC TV-film                           |
| 1999       | Where the Truth Lies                            | Carter Tamiran             | TV-Movie                              |
| 2000       | The War Next Door                               | Kennedy Smith              | 13 epizoda                            |
| 2001       | The Agency                                      |                            | Epizoda: A Slight Case of Anthrax     |
| 2002       | CSI: Crime Scene Investigation                  | Det. Drew Wolf             | Epizoda: A Little Murder              |
| 2002       | Sniper 2                                        | McKenna                    | TV-film                               |
| 2003–2004  | The Young and the Restless                      | Cameron Kirsten            | 55 epizoda                            |
| 2005       | A Killer Upstairs                               | Lyle Banner                | TV-film                               |
| 2005       | CSI: Miami                                      | Steven Hardy               | Epizoda: Three-Way                    |
| 2005, 2007 | Eyes                                            | Michael Tobin              | Epizoda: Shots Epizoda: Police        |
| 2006       | Maid of Honor                                   | Richard Wynn               | TV-film                               |
| 2006       | Last Exit                                       | Scott Burke                | TV-film                               |
| 2006       | The Rival                                       | George Miller              | TV-film                               |
| 2007       | My Neighbor's Keeper                            | Mike Harding               | TV-film                               |
| 2008       | Dead at 17                                      | Curt Masterson             | TV-film                               |
| 2008       | Days of our Lives                               | Paul Hollingsworth         | 23 epizoda                            |
| 2009       | Anacondas: Trail of Blood                       | Jackson                    | TV-film                               |
| 2009       | Drop Dead Diva                                  |                            | TV-film                               |
| 2009       | Stripped Naked                                  | Howie                      | TV-fim                                |
| 2011       | Teen Wolf                                       | Šerif Stilinski            |                                       |

## Vanjske poveznice
- Linden Ashby (en.Wiki)